# Muddathir Abdel-Rahim Al-Tayib
Muddathir Abdel-Rahim Al-Tayib (arabisch مدّثر عبد الرحيم الطيّب, DMG Muddaṯir ʿAbd ar-Raḥīm aṭ-Ṭayyib; * 1932 in ad-Damir, Sudan) ist ein Professor für Politikwissenschaft und Islamwissenschaft am International Institute of Islamic Thought and Civilization (ISTAC) in Malaysia.

## Leben
Seine Ausbildung erhielt er zunächst an der Universität Khartum.
Er war einer der 138 Unterzeichner des offenen Briefes „Ein gemeinsames Wort zwischen Uns und Euch“ (engl. A Common Word Between Us & You), den Persönlichkeiten des Islam an „Führer christlicher Kirchen überall“ (engl. „Leaders of Christian Churches, everywhere …“) sandten (13. Oktober 2007).

## Werke
- Imperialism and nationalism in the Sudan. A study in constitutional and political development 1899–1956. Oxford, Clarendon Press, 1969; Reprint: Khartoum [u. a.]: Khartoum University Press [u. a.], 1986 (Sudan studies series; 11)
- „African Perceptions of the Arab-Israeli Conflict“, revised paper (Online-Auszug)